# Катичяйское староство
Катичяйское староство (лит. Katyčių seniūnija) — одно из 11 староств Шилутского района, Клайпедского уезда Литвы. Административный центр — местечко Катичяй.

## География
Расположено в западной части Литвы, в Нижненеманской низменности недалеко от побережья Куршского залива.
Граничит с Усенайским староством на западе, Жемайчю-Науместским — на западе и севере, Вайнутским — на северо-востоке, и Стонишкяйским, Пагегяйским и Наткишкяйским староствами Пагегяйского самоуправления — на юге и востоке.
Общая площадь Катичяйского староства составляет 6305 га, из которых: ≈160 га занимают леса, 72 га — водоёмы, ≈4300 га — пахотные земли, ≈1750 га — пастбища, ≈50 га — застройка.
По территории староства протекают следующие реки: Камона, Тимсрупе, Вейжас, Вейжукас, Мядинупе, Шиша.

## Население
Катичяйское староство включает в себя местечко Катичяй и 15 деревень.